# Mecodina diastriga
Mecodina diastriga är en fjärilsart som beskrevs av George Francis Hampson 1926. Mecodina diastriga ingår i släktet Mecodina och familjen nattflyn. Inga underarter finns listade i Catalogue of Life.